# LGBTと老い

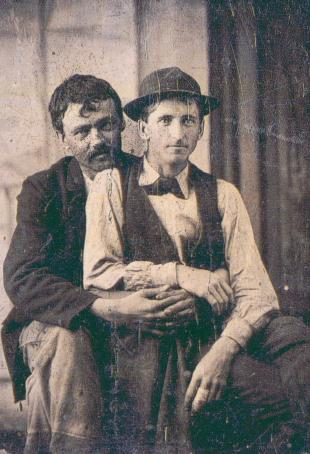
1870年頃に撮影された男性同性愛カップル

LGBT（レズビアン、ゲイ、バイセクシャル、トランスジェンダー）やインターセックスの人々の老後には、ヘテロセクシャルと異なる固有の課題が多くあり、雇用や健康、法律、住居などの分野でより踏み込んだ支援が求められている。

## 概要
1969年に発生したストーンウォールの反乱は、現代のゲイの権利運動の先駆けとなり、その後の時代で社会におけるLGBTIの人々の可視化や主流文化への受け入れが広まるきっかけともなった。LGBTの高齢者や引退を迎えた人々の中には、リタイヤを自己の性的指向を秘匿しつづけた状態から解放する機会として捉え直す人々もあり、これまでになかった新たな事象とも捉えられている。
LGBTIの人々は老後において家族の支援が薄い傾向がある。また老後の生活を独身で迎える可能性が2倍あり、一人で生活する可能性が2.5倍高いとされる。ヘルスケアや住居、社会サービスなどの享受を遠ざけてしまう原因として、ホモフォビア以外にも差別やハラスメントを容認する文化的背景の存在が指摘されている。
国際組織 Gay and Lesbian Medical Association の事務局長である Joel Ginsberg は「慣習の変化と、人々が望む生き方の支え、この両方を追求することが質の高いケアをLGBTの人々に提供するために必要なこと」であると主張している。

## アメリカ国内での実態
アメリカ国内ではLGBTの人々を対象とした高齢者居住地区の提供が始まりつつある。その一方で介護老人福祉施設に居住するLGBTの人々においては「軽視や敬遠、傷害や致死、自殺教唆などの虐待についての報告例が増えている」との報道もある。
LGBTに特化した長期ケアを行う LGBT Aging Centers が主要な大都市圏に開所している。法的な支援としては、カリフォルニア州で制定された法律では、同性愛者向けの高齢者センターといったプロジェクトを行う企業や雇用者を育成するために州による財政支援を定めている。また20州で性的指向に基づく住居や公共宿泊施設における差別を禁じている。
米国会計検査院は、結婚状態（男女間）にあることを条件として得られる法的権利を定めた連邦法が1,049件あると1997年に公表した。その後2004年の報告では、法改正によって1,138件であることが確認された。同性結婚や法的に結婚と認められていない長期間の関係性にあるLGBTIはこれらの恩恵を受ける機会がなく、一般的な退職後の生活設計よりも厳しい側面がある。

## 一般社会の中での老い

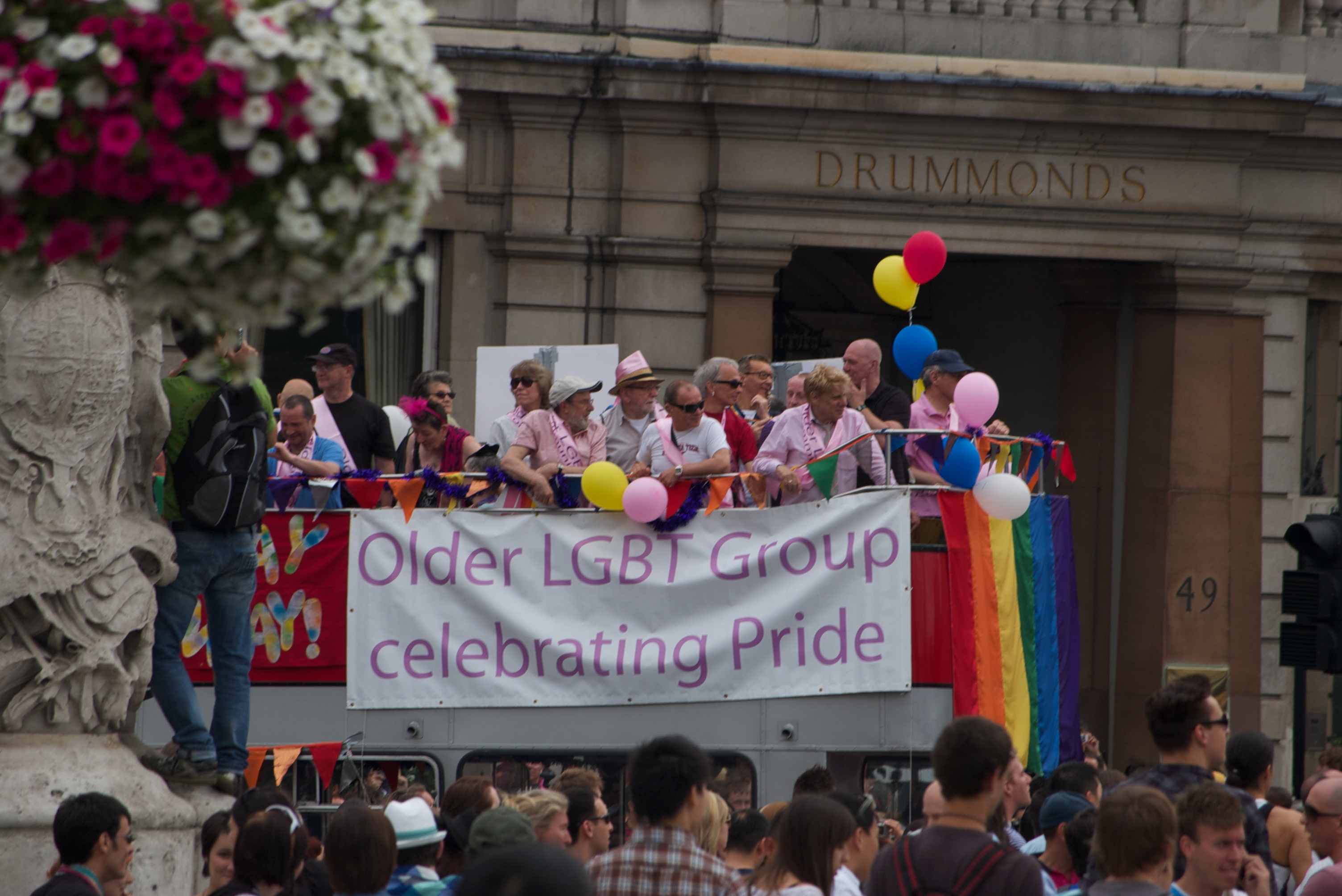
Pride London 2011にてパレードする高齢者LGBTグループのフロート

老後を迎えたLGBTIの人々には様々な問題を迎える場合がある。貧困や健康状態低下の傾向があり、また異性愛の人々から孤立してしまう傾向が高い。これらには様々な要因があるが、なかでも家族や友人、仕事仲間などとの関わりの薄さが最も大きいとされる。